# Only Silence Remains
Albums de Christine Ott
Solitude Nomade
(2009) TABU soundtrack
(2016)
Only Silence Remains est le deuxième album solo de Christine Ott. Cet album est instrumental, hormis le dernier titre Disaster ; il est vu par certains comme un concept-album instrumental, entre néo-classique, jazz, musique minimaliste et expérimentale. Il est particulièrement lié au spectacle de la compositrice "24 heures de la vie d'une femme". 

## Liste des titres
1. À mes étoiles - 3:38
2. Szczecin - 4:35
3. Sexy Moon - 5:15
4. Raintrain - 6:48
5. No memories - 3:52
6. Danse avec la neige - 4:31
7. Tempête - 9:11
8. Disaster - 5:40

Sur les versions CD et Vinyl, le titre À mes étoiles a une introduction alternative. 
Musiques par Christine Ott
Paroles sur Disaster par Christine Ott

## Musiciens
- Christine Ott : Ondes Martenot,  Piano, tubes harmoniques, harmonium d'inde, percussions, Jupiter8, timbales, tubular bells

Crédits additionnels :
- Justine Charlet : Clavecin sur À mes étoiles
- Jerome Fohrer : contrebasse sur À mes étoiles et Raintrain
- Anil Eraslan : Violoncelle sur Szczecin
- Olivier Maurel : vibraphone sur Szczecin
- Francesco Rees : batterie sur Raintrain
- Casey Brown : voix sur Disaster

Mixé par Benoît Burger & Yann Arnaud, masterisé par Antoine Chabert
Artwork par Jean-Pierre Rosenkranz, Mathieu Gabry & Richard Knox.